# Jean-Denis Attiret
Jean-Denis Attiret (* 31. Juli 1702 in Dole; † 8. Dezember 1768 in Peking) war ein französischer Jesuit, Missionar und Maler in China.

## Leben
Jean-Denis Attiret stammt aus einer Künstlerfamilie; sein Großvater und sein Vater waren ebenfalls Maler. Durch einen reichen Gönner konnte er in Rom studieren und interessierte sich besonders für die Kunst Raffaels. 1735 trat er in den Orden ein und ging 1737 als Missionar nach China. Die Jesuitische Mission hatte dort schon eine lange Tradition; so war ein Jahrhundert zuvor schon Nicolas Trigault dort tätig. Attiret erwarb sich die Gunst des Kaisers und wurde unter dem Namen Wang Zhicheng (王致誠) Hofmaler. Er musste nach dem Willen des Kaisers Qianlong seinen europäischem Stil gegen den typisch chinesischen tauschen und griff zur Aquarellmalerei. Dies gelang Attiret so gut, dass er mit einheimischen Malern zusammenarbeiten und eine eigene Schule bilden konnte. Er malte etwa zweihundert Porträts auf Materialien wie Seide.

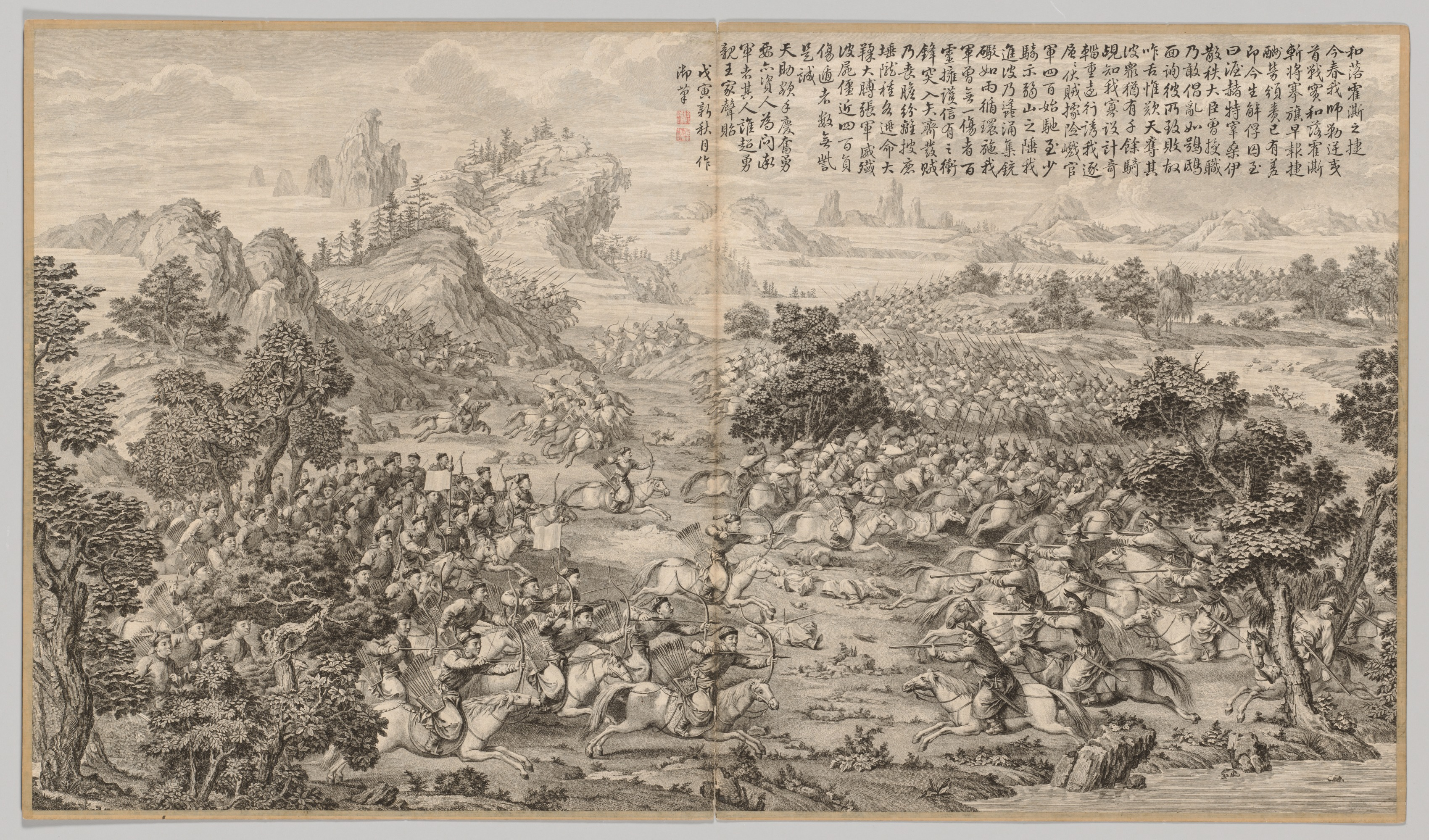
Die Schlacht von Khorgos, Stich von Jean-Denis Attiret, um 1770

Attiret fertigte zusammen mit seinen Ordensbrüdern Giuseppe Castiglione und Ignaz Sichelbarth sowie dem Augustiner Joannes Damascenus Salusti (?–1781) 16 gezeichnete Darstellungen aus dem Krieg gegen die Dschungaren (1753 bis 1760) an, die in Paris unter der Leitung von Nicolas Cochin gestochen wurden.